# Szapsel Rotholc

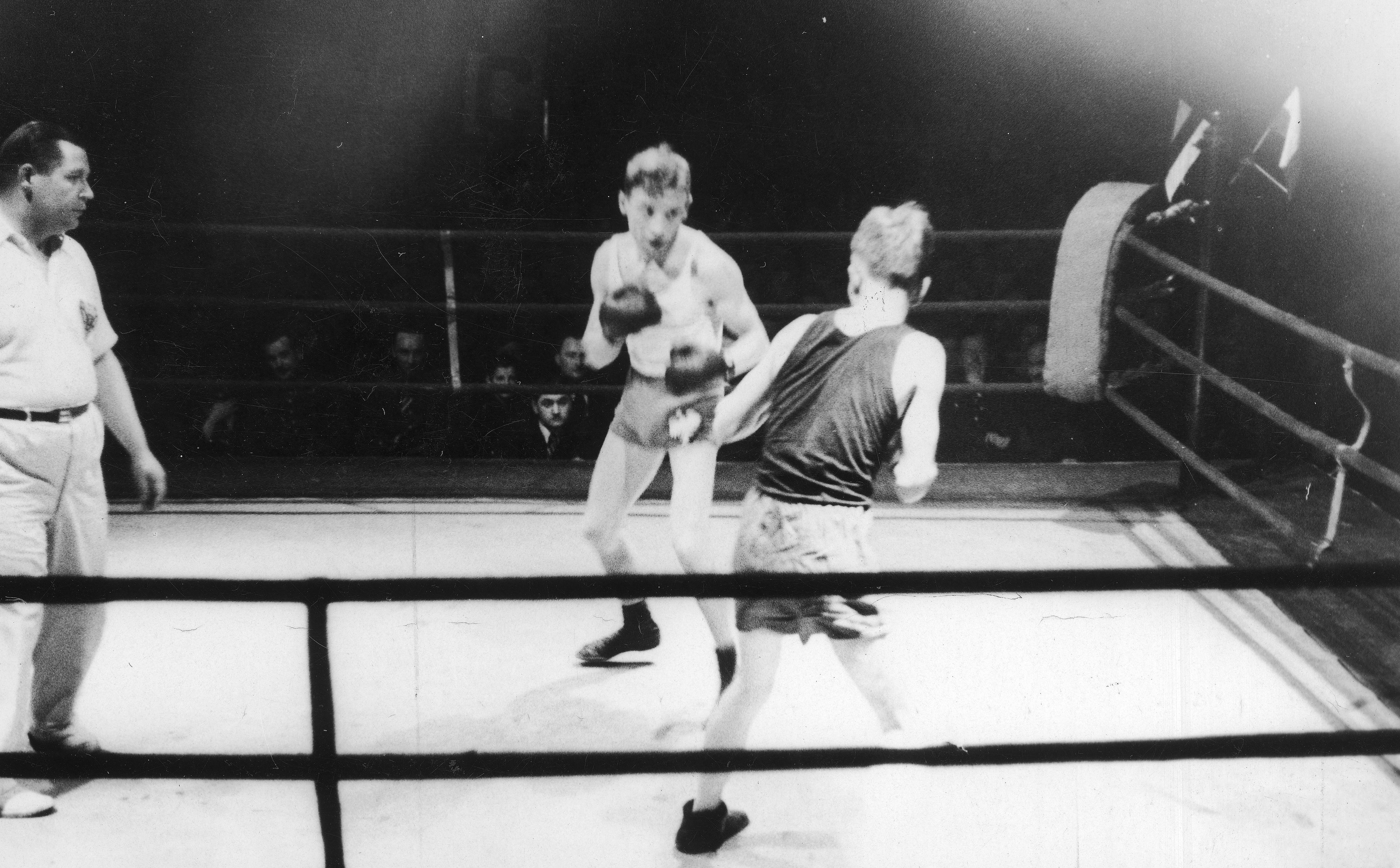
Szapsel Rotholc (z lewej) w walce na ringu (1938)

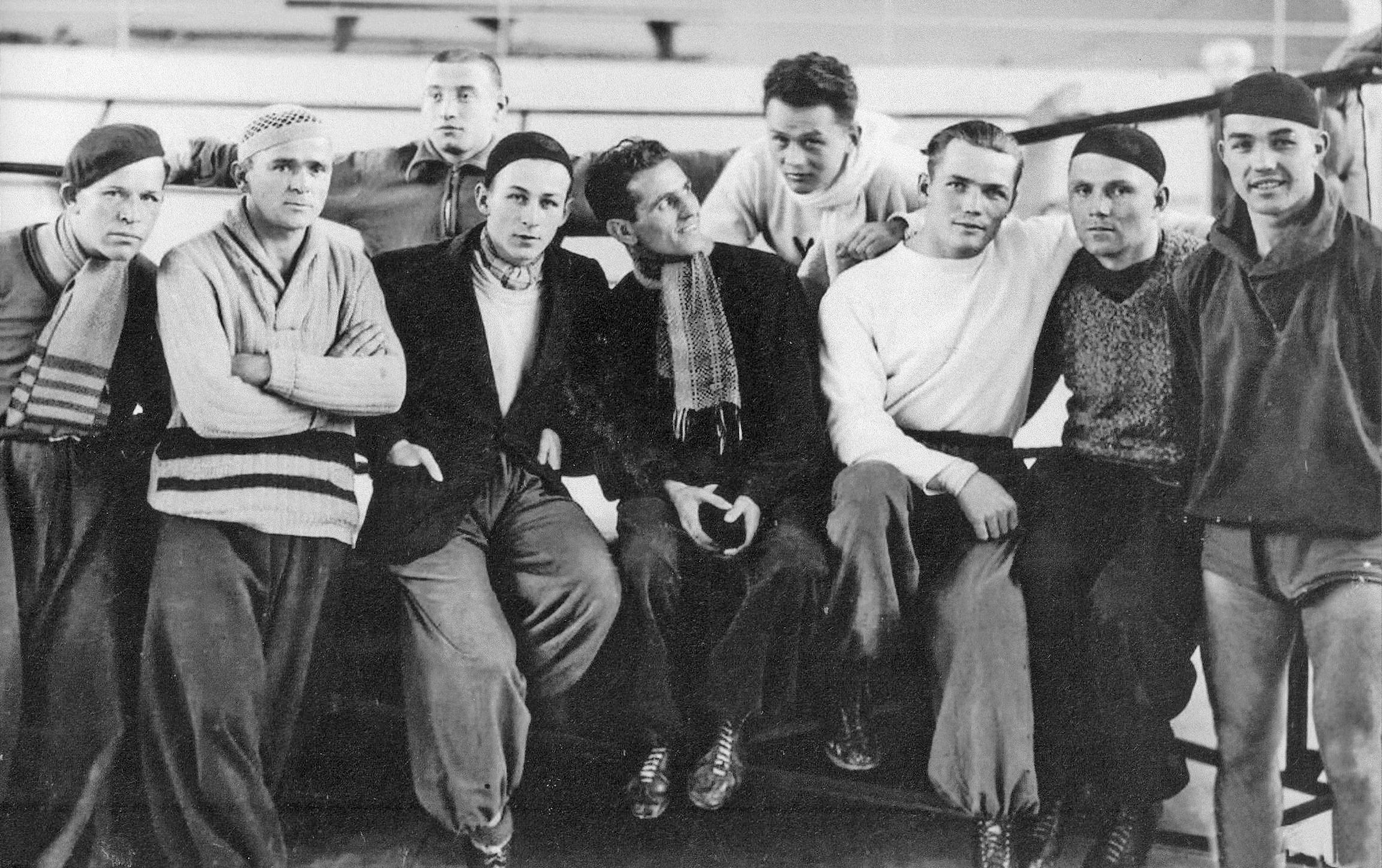
Szapsel Rotholc (pierwszy z lewej w górnym rzędzie) z kolegami i trenerem Feliksem Stammem jako członek polskiej reprezentacji bokserskiej na Pięściarski Puchar Europy Środkowej w Essen (1934)

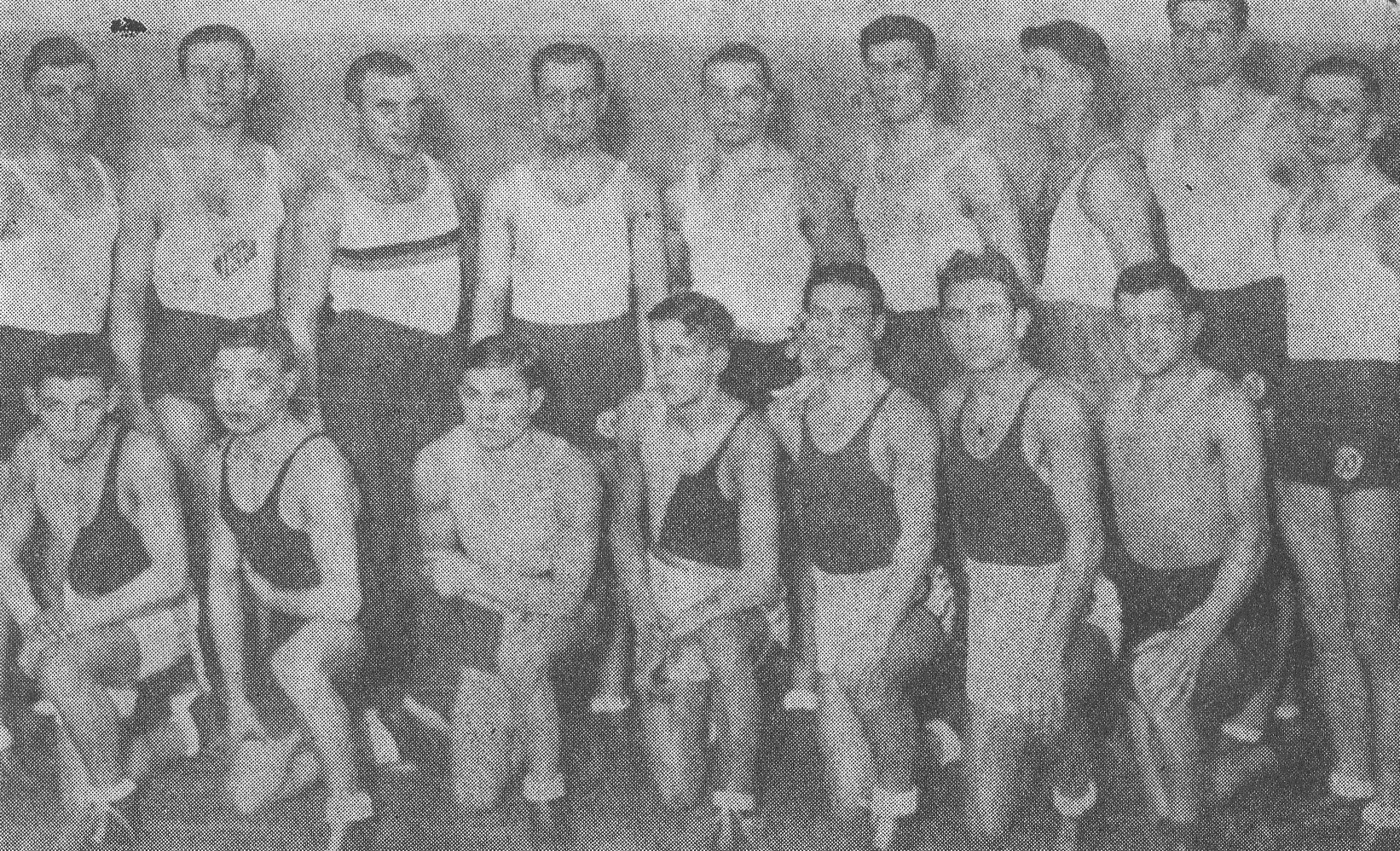
Szapsel Rotholc (klęczy drugi z lewej) wśród finalistów Mistrzostw Polski w Boksie w 1934 roku w Poznaniu

Szapsel Rotholc, także Szapsa Rotholc (ur. 7 lutego 1913 w Warszawie, zm. 29 lutego 1996 w Montrealu) – polski bokser pochodzenia żydowskiego, brązowy medalista mistrzostw Europy.

## Życiorys

### Młodość i kariera bokserska
Był synem Lejba i Liby. Pochodził z biednej rodziny. Po ukończeniu szkoły podstawowej zdobył zawód zecera-drukarza. Pracował w drukarni Wileńskiego przy ulicy Granicznej 12.
Zaczął trenować boks w wieku 17 lat i szybko zaczął odnosić sukcesy. Przez całą swoją dziesięcioletnią karierę był zawodnikiem warszawskiej Gwiazdy – najlepszym bokserem i zarazem najlepszym sportowcem tego klubu. 
W latach 30. należał do najlepszych bokserów wagi muszej w Polsce. Był kilkukrotnym mistrzem Warszawy w tej kategorii wagowej oraz mistrzem Polski w 1933 roku (jako pierwszy żydowski pięściarz) i wicemistrzem w 1934 roku. Z powodzeniem wystartował na Mistrzostwach Europy w Boksie w Budapeszcie w 1934 roku, zdobywając brązowy medal.
W latach 1934–1939 16 razy wystąpił w reprezentacji Polski, odnosząc 14 zwycięstw, raz remisując i raz przegrywając przez dyskwalifikację. Na 135 stoczonych oficjalnie walk wygrał ponad 120. Kilka dni po Nocy kryształowej (13 listopada 1938 roku) odniósł zwycięstwo w meczu Polska-Niemcy (przegranym przez Polskę 4:12) w Hali Stulecia we Wrocławiu nad Nikolausem Obermauerem, późniejszym wicemistrzem Europy. To wydarzenie zyskało duży rozgłos w społeczności żydowskiej w Polsce. Zbiegiem okoliczności (kontuzja dłoni) nie wystąpił na ringu na Letnich Igrzyskach Olimpijskich w Berlinie w 1936 roku (już w Berlinie podjęto decyzję o wystawieniu za niego Edmunda Sobkowiaka). Za złamanie bojkotu Igrzysk został usunięty z żydowskiego Związku Drukarzy i zaczął zarabiać na życie jako szofer-mechanik. 
Bardzo szybki, waleczny i nieustępliwy „Szapsio” cieszył się ogromną popularnością wśród warszawskich kibiców boksu. W latach 1934 i 1935 zajmował odpowiednio 10. i 6. miejsce w Plebiscycie „Przeglądu Sportowego” na najlepszego sportowca w Polsce. W 1936 roku zajął 3. miejsce w plebiscycie tej gazety na najlepszego polskiego boksera.
W 1939 roku zarząd Polskiego Związku Bokserskiego wystąpił do Polskiego Komitetu Olimpijskiego, aby ten nie wyznaczał Rotholca na członka reprezentacji Polski na Letnie Igrzyska Olimpijskie w Helsinkach w 1940 roku. W tym samym roku postanowił on zakończyć karierę sportową i otworzył w Warszawie drukarnię przy ulicy Senatorskiej.

### II wojna światowa
Wziął udział w kampanii wrześniowej. 17 września 1939 roku trafił do niewoli radzieckiej w Trembowli i został osadzony w obozie jenieckim w Kozielsku. Stamtąd w ramach wymiany jeńców trafił do niemieckiego obozu jenieckiego w Żaganiu.
Po powrocie do Warszawy został zatrzymany na polecenie Josefa Meisingera, Komendanta SD i Policji Bezpieczeństwa w dystrykcie warszawskim, i brutalnie pobity. Miał to być odwet za zwycięstwo Rotholca w walce z jednym z niemieckich bokserów.
Od 1940 roku przebywał w getcie warszawskim, gdzie został funkcjonariuszem Żydowskiej Służby Porządkowej (pomimo tego, że prawdopodobnie jako bokser wagi muszej nie spełniał dwóch warunków dla kandydatów do służby mówiących o minimum 170 centymetrach wzrostu i wadze minimum 60 kilogramów). Był jednym z najskuteczniejszych „grajków”, czyli żydowskich policjantów umożliwiających – dzięki swoim kontaktom z pilnującymi bram getta niemieckimi żandarmami i granatowymi policjantami – szmugiel towarów do getta. Według własnej relacji był w służbie do grudnia 1942 roku, a później pracował w Werterfassung (zorganizowanym przez Niemców przedsiębiorstwie zajmującym się gromadzeniem i segregowaniem mienia pozostawionego w getcie przez wywiezionych Żydów).  21 kwietnia 1943 roku, dwa dni po wybuchu powstania w getcie, przedostał się na „stronę aryjską”.
Powstanie warszawskie przetrwał w mieszkaniu przy ulicy Rymarskiej. Po ustaniu walk został zatrzymany przez Niemców i zmuszony do prac przy rozbieraniu barykad. Przebywał w obozie przejściowym przy kościele św. Wojciecha i w obozie w Pruszkowie, skąd został wywieziony do Niemiec. Pracował w Zakładach Kruppa w Essen. 

### Po 1945 roku
Po wojnie wrócił do Polski i zamieszkał w Łodzi. Pracował tam jak zecer. Zaczął ponownie trenować boks, ale nie występował na ringu.
W listopadzie 1946 roku stanął przed Sądem Społecznym przy Centralnym Komitecie Żydów Polskich w związku z zarzutami współpracy z Niemcami w getcie warszawskim w szeregach tamtejszej policji żydowskiej. Sam wystąpił do sądu o rehabilitację, gdyż miał wyjechać na zawody sportowe za granicę z reprezentacją Polski. Zeznania świadków były rozbieżne. Niektórzy zeznali, że pomógł im w czasie wielkiej akcji deportacyjnej latem 1942 roku, inni, że byli świadkami bicia przez Rotholca Żydów. Został skazany na dwuletnie wykluczenie ze społeczności żydowskiej i trzyletnie zawieszenie praw cywilnych (brak możliwości uczestniczenia w organizacjach społecznych i sportowych). Wyrok ten został uchylony przez Sąd Społeczny, na wniosek złożony przez jego obrońcę, w czerwcu 1948 roku. W uzasadnieniu sąd powołał się na opinię Państwowego Urzędu Wychowania Fizycznego.
Podjął pracę jako trener w klubie Zryw Łódź. W 1948 roku nielegalnie opuścił Polskę i dotarł do Belgii, gdzie przebywał jego syn. Z Belgii w 1951 roku wyemigrował do Kanady. Resztę życia spędził w Montrealu. Zajmował się tam zawodowo kuśnierstwem. Nigdy więcej nie odwiedził Polski.

## Życie prywatne
Miał brata, który zginął po stronie aryjskiej po likwidacji hotelu Polskiego. 
W 1937 roku ożenił się z Marią Grynszpan, krawcową pracującą w Domu Mody Bogusława Hersego. Podczas okupacji w 1944 roku ukrywała się w Międzylesiu. Została zadenuncjowana przez Polkę i zamordowana przez Niemców. Para miała syna Ryszarda, który przeżył wojnę. 
Po powrocie z Niemiec ożenił się ponownie. Jego drugą żoną została poślubiona w Łodzi Franciszka.

## W kulturze
Pierwowzór postaci Jakuba Szapiry z dwóch powieści Szczepana Twardocha: Król oraz Królestwo, a także serialu nakręconego na podstawie pierwszej z nich.
Walka pięściarza z Wernerem Spannagelem w Poznaniu w 1934 roku została odtworzona w powieści Mora Piotra Bojarskiego.